# Vezet
Vezet korábbi község (település) Franciaországban, Haute-Saône megyében. 2015. december 15-én Greucourt és Le Pont-de-Planches községgel egyesült és La Romaine új község része lett.
Lakosainak száma 193 fő (2018. január 1.). Vezet Soing-Cubry-Charentenay, Les Bâties, Fresne-Saint-Mamès, Fretigney-et-Velloreille, Greucourt, Noidans-le-Ferroux, La Romaine és La Vernotte községekkel határos.

## Népesség
A település népessége az elmúlt években az alábbi módon változott:
| Lakosok száma | 225  | 182  | 187  | 146  | 138  | 189  | 188  | 197  | 192  | 193  |
|               | 1962 | 1968 | 1975 | 1982 | 1990 | 2008 | 2013 | 2015 | 2017 | 2018 |